# تشارلز روبرتسون
تشارلز روبرتسون (بالنرويجية البوكمول: Charles Robertson)‏ هو تاجر وسياسي نرويجي، ولد في 23 أغسطس 1875 في هامرفست في النرويج، وتوفي بنفس المكان في 31 أكتوبر 1958. حزبياً، نشط في حزب المحافظين. وقد انتخب وزير التجارة والشحن ‏ (5 مارس 1926 – 28 يناير 1928).